# Mixacarus exilis
Mixacarus exilis är en kvalsterart som beskrevs av Aoki 1970. Mixacarus exilis ingår i släktet Mixacarus och familjen Lohmanniidae.

## Underarter
Arten delas in i följande underarter:
- M. e. exilis
- M. e. foveolatus